# Danielle Simard
 (novembre 2017).
Si vous disposez d'ouvrages ou d'articles de référence ou si vous connaissez des sites web de qualité traitant du thème abordé ici, merci de compléter l'article en donnant les références utiles à sa vérifiabilité et en les liant à la section « Notes et références ».
Pour les articles homonymes, voir Simard.
Danielle Simard est une romancière pour la jeunesse québécoise née à Montréal, le 12 mars 1952. Elle a un baccalauréat spécialisé en design 2D de l'Université du Québec à Montréal. Elle devient graphiste et illustratrice pour Radio-Canada et ensuite pour la Commission scolaire de Chomedey de Laval jusqu'en 1989. Elle se consacre ensuite à l'écriture et l'illustration de livres pour les jeunes. Elle a reçu en 2003 le Prix du Gouverneur général.

## Biographie
Danielle Simard écrit et illustre des histoires pour les jeunes de quatre à quatorze ans. Elle a ainsi publié rès de 70 livres reconnus pour leur originalité et tout autant appréciés des jeunes que de leurs éducateurs. Depuis 1991, on retrouve de ses titres dans chaque sélection annuelle de Communication-Jeunesse. En 2003, son livre J'ai vendu ma sœur lui vaut d'être lauréate du Prix du Gouverneur général, pour le texte et a été sélectionné pour la liste IBBY international, en 2005. En 2008, son livre La petite rapporteuse de mots s'est mérité le Prix du livre jeunesse des bibliothèques de Montréal et a été finaliste pour le prix TD.
Diplômée en Design à l'UQAM, Danielle Simard a exercé le métier de graphiste jusqu'à l'âge trente-sept ans avant de réaliser enfin son rêve d'illustrer des livres pour enfants. Elle crée alors ses premiers albums et...surprise!, l'illustratrice découvre tant de plaisir à écrire qu'elle passe bientôt au roman et relègue ses pinceaux au second rang. Comme directrice littéraire et artistique de la collection Maboul, au Boréal, elle conjugue maintenant ses deux passions d'une nouvelle façon.
Danielle aime s'adresser aux jeunes de tous âges. Pour les plus petits, elle a créé plusieurs albums et une série de bandes dessinées, À l'école des petits magiciens, chez Bayard. Dans le but de séduire les lecteurs débutants, elle a créé plusieurs mini-romans débordants de rimes et de drôlerie, tels Sapristi mon ouistiti!, aux éditions Michel Quintin, ou J'ai vendu ma sœur, chez Soulières éditeur. Dans un tout autre registre, elle a publié cinq titres pour les adolescents, parmi lesquels C'est pas tous les jours Noël a figuré au Palmarès de La Livromanie et a été en lice pour le prix Brive/Montréal, en 1995. En 2002, Le pouvoir d'Émeraude était en lice pour le Grand Prix de la science-fiction et du fantastique québécois. En 2006, L'esprit du vent recevait le Prix du jury des Grands prix du livre de la Montérégie.
Avec son regard ironique, l'écrivaine aborde aussi bien des univers hautement fantaisistes que la vie quotidienne. Dans la série des «jours de la semaine» par exemple, elle amène les enfants à affronter en riant des situations angoissantes qu'ils reconnaissent bien. Le champion du lundi a été sélectionné pour la Bataille des livres, au Québec et en Suisse. Le démon du mardi, Le monstre du mercredi, Les petites folies du jeudi et Le mauvais coup du samedi se sont classés au Palmarès des livres préférés des jeunes de Communication-Jeunesse. Les romans de cette série (12 titres), se sont aussi mérité plusieurs Grands Prix du public du livre de la Montérégie.
Le travail littéraire de Danielle Simard se double d'un intérêt marqué pour l'éducation. Animatrice appréciée, elle accorde une grande part de son temps à sensibiliser les écoliers au monde du livre. Invitée d'honneur au Salon du livre de Montréal en 2001, l'écrivaine a visité de nombreuses écoles, bibliothèques, salons du livre et autres manifestations littéraires au Canada et en Europe. Elle a ainsi partagé sa passion avec des milliers de jeunes.

## Publications
- Danielle Simard, Vendredi, jour de défi, Soulières éditions, coll. « Ma petite vache a mal aux pattes », 2014, 96 p.
- Danielle Simard, Jeudi, jour de jalousie, Soulières éditions, coll. « coll. Ma petite vache a mal aux pattes », 2013, 96 p.
- Danielle Simard, Mercredi, jour de fête, Soulières éditions, coll. « Ma petite vache a mal aux pattes », 2012, 96 p.
- Danielle Simard, Ma directrice est gentille mais... tellement toquée, Fou Lire, 2011, 168 p
- Danielle Simard, C'est Noël, Boréal, coll. « Vilaine Vipérine », 2011, 56 p.
- Danielle Simard, Mardi, jour d'Halloween, Soulières éditions, coll. « Ma petite vache a mal aux pattes », 2011, 96 p.
- Danielle Simard, Le pire des papas, Imagine, 2010, 32 p.
- Danielle Simard, Lundi, jour de peur, Soulières éditions, coll. « Ma petite vache a mal aux pattes », 2010, 88 p.
- Danielle Simard, Le souhait défendu, Le raton laveur, coll. « À l'école des petits magiciens », 2009, 24 p.
- Danielle Simard, Stop, Léa!, Erpi, coll. « Mini rat de bibliothèque », 2009, 24 p.
- Danielle Simard, C'est un jeu!, Boréal, coll. « Vilaine Vipérine », 2009, 56 p.
- Danielle Simard, C'est ta fête !, Boréal, coll. « Vilaine Vipérine », 2008, 56 p.
- Danielle Simard, Mes parents sont gentils mais... tellement désobéissants, Fou Lire, 2008, 144 p
- Danielle Simard, Au cœur de l'ennemi, Soulières éditions, 2008, 176 p.
- Danielle Simard, Mini, mini magicien, Le raton laveur, coll. « À l'école des petits magiciens », 2008, 24 p.
- Danielle Simard, Ma machine à idées, Erpi, 2007, 48 p.
- Danielle Simard, Je veux!, Imagine, 2007, 32 p.
- Danielle Simard, La petite rapporteuse de mots, Les 400 coups, 2007, 32 p.
- Danielle Simard, Boule gagnante, Le raton laveur, coll. « À l'école des petits magiciens », 2007, 24 p.
- Danielle Simard, Pas de chance, c'est dimanche !, Soulières éditions, coll. « Ma petite vache a mal aux pattes », 2007, 88 p.
- Danielle Simard, Grouille-toi, Max!, Erpi, coll. « Mini rat de bibliothèque », 2007, 16 p.
- Danielle Simard, Drôle de tour, Le raton laveur, coll. « À l'école des petits magiciens », 2006, 24 p.
- Danielle Simard, Le mauvais coup du samedi, Soulières éditions, coll. « Ma petite vache a mal aux pattes », 2006, 88 p.
- Danielle Simard, Sapristi et les bandits, Michel Quintin, coll. « Saute-mouton », 2006, 48 p.
- Danielle Simard, La plus méchante maman, Imagine, 2005, 32 p.
- Danielle Simard, L'esprit du vent, Soulières éditions, coll. « Graffiti », 2005, 144 p.
- Danielle Simard, Prise en sandwich, Erpi, coll. « Rat de bibliothèque », 2005, 16 p.
- Danielle Simard, Maîtresse en détresse, Soulières éditions, coll. « Ma petite vache a mal aux pattes », 2005, 96 p.
- Danielle Simard, Croque et pique, Erpi, coll. « Rat de bibliothèque », 2005, 16 p.
- Danielle Simard, Dans le cœur de mon grand-père, Erpi, coll. « Rat de bibliothèque », 2004, 16 p.
- Danielle Simard, Le macaroni du vendredi, Soulières éditions, coll. « Ma petite vache a mal aux pattes », 2004, 88 p.
- Danielle Simard, Drôle d'animal, Erpi, coll. « Rat de bibliothèque », 2003, 16 p.
- Danielle Simard, Sapristi chéri, Michel Quintin, coll. « Saute-mouton », 2003, 48 p.
- Danielle Simard, Les petites folies du jeudi, Soulières éditions, coll. « Ma petite vache a mal aux pattes », 2003, 88 p.
- Danielle Simard, J'ai vendu ma sœur, Soulières éditions, coll. « Ma petite vache a mal aux pattes », 2002, 64 p.
- Danielle Simard, Mon grand frère l'a dit, Erpi, coll. « Rat de bibliothèque », 2002, 16 p.
- Danielle Simard, La sorcière vétérinaire, Michel Quintin, coll. « Saute-mouton », 2002, 48 p.
- Danielle Simard, La boisson des champions, Erpi, coll. « Rat de bibliothèque », 2002, 16 p.
- Danielle Simard, Lia et le secret des choses, Soulières éditions, coll. « Chat de gouttière », 2002, 144 p.
- Danielle Simard, Petite bête, grosse bêtise, Erpi, coll. « Rat de bibliothèque », 2001, 16 p.
- Danielle Simard, L'animal secret, Michel Quintin, coll. « Saute-mouton », 2001, 48 p.
- Danielle Simard, Le pouvoir d'Émeraude, Pierre Tisseyre,, coll. « Conquêtes », 2001
- Danielle Simard, Le monstre du mercredi, Soulières éditions, coll. « Ma petite vache a mal aux pattes », 2001, 76 p.
- Danielle Simard, Fou furieux, Dominique et compagnie, coll. « Libellule », 2000, 88 p.
- Danielle Simard, Sapristi, mon ouistiti!, Michel Quintin, coll. « Saute-mouton », 2000, 48 p.
- Danielle Simard, Le démon du mardi, Soulières éditions, coll. « Ma petite vache a mal aux pattes », 2000, 76 p.
- Danielle Simard, Le cercle maléfique, Dominique et compagnie, coll. « Alli-bi », 1999, 124 p.
- Danielle Simard, L'école de fous, Dominique et compagnie, coll. « Libellule », 1999, 112 p.
- Danielle Simard, La queue de l’espionne, Dominique et compagnie, coll. « Carrousel », 1999, 48 p.
- Danielle Simard, Le champion du lundi, Soulières éditions, coll. « Ma petite vache a mal aux pattes », 1998, 80 p.
- Danielle Simard, Une histoire de fous, Dominique et compagnie, coll. « Libellule », 1998, 112 p.
- Danielle Simard, Le cadeau ensorcelé, Dominique et compagnie, coll. « Carrousel », 1997, 48 p.
- Danielle Simard, La tête dans les nuages, Dominique et compagnie, coll. « Échos », 1997, 128 p.
- Danielle Simard, Fous d'amour, Dominique et compagnie, coll. « Libellule », 1997, 128 p.
- Danielle Simard, Lia dans l'autre monde, Dominique et compagnie, coll. « Libellule », 1996, 96 p.
- Danielle Simard, Mes parents sont fous, Dominique et compagnie, coll. « Libellule », 1996, 144 p.
- Danielle Simard, Lia et les sorcières, Dominique et compagnie, coll. « Libellule », 1995, 94 p.
- Danielle Simard, C'est pas tous les jours Noël, Dominique et compagnie, coll. « Échos », 1994, 128 p.
- Danielle Simard, Lia et le nu-mains, Dominique et compagnie, coll. « Libellule », 1994, 80 p.
- Danielle Simard, Mozarella, Pierre Tisseyre, coll. « Papillon », 1994
- Danielle Simard, Les cartes ensorcelées, Héritage jeunesse, coll. « Pour lire », 1993, 136 p.
- Danielle Simard, Un voyage de rêve, Héritage jeunesse, coll. « Échos », 1993, 144 p.
- Danielle Simard, La revanche du dragon, Héritage jeunesse, coll. « Pour lire », 1992, 136 p.
- Danielle Simard, Micha et la visite, Pierre Tisseyre, coll. « Cœur de pomme », 1991, 24 p.
- Danielle Simard, Micha au grand magasin, Pierre Tisseyre, coll. « Cœur de pomme », 1990, 24 p.

## Prix et distinctions
- 2003 - Prix du Gouverneur général, J’ai vendu ma sœur
- 2003 - Palmarès Communication-Jeunesse des livres préférés des jeunes
- 2004 - Grand Prix littéraire de la Montérégie, Littérature pour la jeunesse - prix du jury
- 2005 - Grand Prix littéraire de la Montérégie, Littérature pour la jeunesse - prix du jury
- 2006 - Grand Prix littéraire de la Montérégie, Littérature pour la jeunesse - prix du jury
- 2006 - (international) « Honour List »[1] de l' IBBY pour  J’ai vendu ma soeur
- 2006 - Grand Prix littéraire de la Montérégie, Littérature pour la jeunesse - prix du public
- 2008 - Prix du livre jeunesse des bibliothèques de Montréal, "La petite rapporteuse de mots"
- 2010 - Prix des univers parallèles, Au cœur de l'ennemi